# 루델 사건
루델 사건(독일어: Rudel-Affäre 루델 아페러[*])은 1976년 서독에서 발생한 정치 추문이다.
1976년 봄, 나치 독일 시절 공군 에이스 공격조종사였던 한스 울리히 루델이 파라과이에서 귀국했다. 그러자 당시 독일 연방방위군 공군 제51수색비행단의 고위 장교들이 루델을 재향군인 친목회에 초청했다. 루델은 나치 잔당인 독일 국가당의 지도적 당원이었고 아돌프 히틀러에 대한 충성을 거두지 않았기 때문에 연방방위부에 일찍이 페르소나 논 그라타(Persona non grata, 기피인물)로 찍혀 있었다.
독일 국방군 제2공격비행단의 마지막 비행단장으로서 동창회에 참석한 루델은 자기 책에 사인을 해서 참석한 군인들에게 돌렸는데, 그 중에는 독일 연방방위군 공군 장성인 카를 하인츠 프랑케와 발터 크루핀스키가 있었다. 이 두 장성은 이후 루델의 나치주의자로서의 전력과 현재 신나치주의자로서 하고 있는 활동을 당시 사회민주당 지도자였던 헤르베르트 베흐너와 비교하는 발언을 했다. 베흐너는 1930년대에 독일 공산당 당원이었고 제2차 세계대전을 전후해서는 모스크바에 체류하다가 이오시프 스탈린이 주도한 대숙청을 모면하기 위해 내무인민위원회(NKVD)의 끄나풀이 되었다는 의혹이 있는 인물이었다. 프랑케와 크루핀스키는 이런 베흐너의 과거를 들먹이며 루델을 치켜세우고 베흐너를 비난했다.
이것이 공공연히 알려지게 되자 방위연방장관 게오르크 레버는 1976년 11월 1일 문제의 장성들에게 조기 예편을 명령했고, 프랑케와 크루핀스키는 군복을 벗게 되었다. 그러나 레버는 사민당원이었기 때문에 독일 기독교민주연합 측으로부터 비난의 대상이 되었고, 1978년에 사퇴하게 되었다.